# Łyżwy (Skarżysko-Kamienna)
Łyżwy – osiedle administracyjne i część miasta Skarżyska-Kamiennej, usytuowane we wschodniej części miasta, w widłach ulic Łyżwy i Langiewicza. Dawniej samodzielna miejscowość w gminie Skarżysko Kościelne; do dziś zachowała charakter wiejski.

## Historia
Wieś Łyżwy (nazwa pochodzi od rodziny zagrodniczej Łyżwy) powstała w I połowie XVII wieku na gruntach cysterskich. W latach 1867–1954 należały do gminy Skarżysko Kościelne, początkowo w guberni kieleckiej, a w II RP przynależały do woj. kieleckiego (powiat iłżecki). Tam 31 października 1933 utworzyły gromadę w gminie Skarżysko Kościelne o nazwie Łyżwy z przysiółkiem Usłów, składającą się ze wsi Łyżwy z przysiółkiem Usłów oraz posiadłości młyńskiej i folwarku Usłów.
Podczas II wojny światowej włączone do Generalnego Gubernatorstwa (dystrykt radomski, powiat starachowicki), nadal jako odrębna gromada (nazwa uproszczona na Łyżwy) w gminie Skarżysko Kościelne licząca 462 mieszkańców.
Po wojnie w województwie kieleckim, nadal jako gromada Łyżwy, jedna z 9 gminy Skarżysko Kościelne w reaktywowanym powiecie iłżeckim. W związku z reformą znoszącą gminy jesienią 1954 roku, Łyżwy weszły w skład nowo utworzonej gromady Skarżysko Kościelne.
W związku z kolejną reformą administracyjną w 1973 roku Łyżwy weszły w skład reaktywowanej gminy Skarżysko Kościelne w powiecie iłżeckim, przemianowanym 9 grudnia 1973 na starachowicki, a który przetrwał do 31 maja 1975. Od 1 czerwca 1975 Łyżwy należały do (małego) województwa kieleckiego. 1 lipca 1976, w związku ze zniesieniem gminy Skarżysko Kościelne, weszły w skład gminy Mirzec.
15 marca 1984 Łyżwy wyłączono z gminy Mirzec, włączając je do Skarżyska-Kamiennej.

## Zasięg terytorialny
Osiedle obejmuje następujące ulice: Dionizego Czachowskiego; Maksymiliana Gierymskiego; Głogowa; Łyżwy; 1 Maja od nr 242 do nr 248 (parzyste ) i od nr 109 do 117 (nieparzyste); Mariana Langiewicza; Oleśnicka..